# Microchiroptera
Microchiroptera é uma subordem que inclui os morcegos verdadeiros, com a capacidade de ecolocalização.

## Classificação
Classificação baseada em Simmons e Geisler (1998):
Superfamília Emballonuroidea
- Família Emballonuridae

Superfamília Rhinopomatoidea
- Família Rhinopomatidae
- Família Craseonycteridae

Superfamília Rhinolophoidea
- Família Rhinolophidae
- Família Nycteridae
- Família Megadermatidae

Superfamília Vespertilionoidea
- Família Vespertilionidae

Superfamília Molossoidea
- Família Molossidae
- Família Antrozoidae

Superfamília Nataloidea
- Família Natalidae
- Família Myzopodidae
- Família Thyropteridae
- Família Furipteridae

Superfamília Noctilionoidea
- Família Noctilionidae
- Família Mystacinidae
- Família Mormoopidae
- Família Phyllostomidae